# 马誉峰
马誉峰（1959年—），男，汉族，河北景县人，中华人民共和国政治人物。

## 生平
1978年10月，入河北财经学院经济系商业企业管理专业学习。1982年7月参加工作，担任河北财经学院工业经济系讲师。1985年5月加入中国共产党。1989年1月，任中共河北省委组织部《干部与人才》杂志社编辑。1992年2月，任中共河北省委组织部《干部与人才》杂志社副主编。其间，1991年10月至1992年4月，参加中共河北省委组织部驻枣强县马屯镇社教工作队。1995年7月，任中共河北省委组织部组织员办公室正处级组织员。1997年11月，任中共河北省委组织部《干部党员人才》杂志社主编。
2001年6月，任中共秦皇岛市委常委、组织部长。其间，1999年4月至2001年2月，在中共河北省委“三讲”办公室任学习宣传组组长；1999年9月至2001年12月，在中共河北省委党校在职研究生班经济管理专业学习；2006年7月，任中共秦皇岛市委常委、秦皇岛市人民政府常务副市长、中共秦皇岛市人民政府党组副书记，兼市政务服务中心党委书记。
2009年12月，任中共保定市委常委、保定市人民政府常务副市长、中共保定市人民政府党组副书记，兼保定市行政学院院长。2012年6月，改任中共保定市委常委、市委副书记，兼保定市行政学院院长。2013年1月，改任中共保定市委副书记，保定市市长，兼保定市行政学院院长。2013年，当选为第十二届全国人民代表大会河北地区代表。。
2016年10月，辞去保定市人民政府市长职务。